# Schizocosa puebla
Schizocosa puebla là một loài nhện trong họ Lycosidae.
Loài này thuộc chi Schizocosa. Schizocosa puebla được Ralph Vary Chamberlin miêu tả năm 1925.